# Of Monsters and Men
Of Monsters and Men (рус. О монстрах и людях) — инди-рок-группа из Исландии.

## История
Группа в составе четырёх участников дебютировала на музыкальном конкурсе Músíktilraunir в 2010 году, где стала победителем. Затем последовал тур по Исландии, в ходе которого к коллективу присоединились ещё двое участников и началась работа над собственными песнями. Важным стало выступление на музыкальном фестивале Iceland Airwaves, после которого группа записала свой первый хит «Little Talks» в студии сиэтлской радиостанции KEXP-FM. Коллектив подписал контракт с лейблом Record Records для записи своего первого альбома. Всенародной популярности Of Monsters and Men способствовало филадельфийское радио WRFF-FM, взявшее в ротацию «Little Talks». В сентябре 2011 года вышел альбом My Head Is an Animal с «Little Talks» в качестве первого сингла. За успехом в Исландии последовала популярность в США, группа подписала контракт с Universal Music Group для издания My Head Is an Animal на мировом рынке. В декабре 2011 года в Штатах вышел мини-альбом Into the Woods, включающий четыре песни с My Head Is an Animal, а в апреле 2012 года — My Head Is an Animal целиком. В 2013 году их сингл Dirty Paws вошел в список саундтреков к фильму «Невероятная жизнь Уолтера Митти».

## Дискография
- Little Talks — первый сингл, 2011
- Into the Woods — первый мини-альбом, 2011 (США)
- My Head Is an Animal — первый студийный альбом, 2011 (Исландия), 2012 (США)
- Mountain Sound — второй сингл, 2012
- Dirty Paws — третий сингл, 2012
- King and Lionheart — четвёртый сингл, 2013
- Beneath the Skin — второй студийный альбом, 2015
- Fever Dream — третий студийный альбом, 2019